# Haenschiella angustixipha
Haenschiella angustixipha är en insektsart som först beskrevs av Brunner von Wattenwyl 1895.  Haenschiella angustixipha ingår i släktet Haenschiella och familjen vårtbitare. Inga underarter finns listade i Catalogue of Life.